# Апокалиптична и постапокалиптична фантастика
Апокалиптична и постапокалиптична фантастика (на английски: Apocalyptic and post-apocalyptic fiction) е поджанр на научната фантастика, чиято основна тематика е хипотетично възможното унищожение на човешката цивилизация след някое катастрофално/бедствено събитие и възможните последствия от него. Популярността на му е най-голяма след Втората световна война и по времето на Студената война от 70-те на 20 век, когато евентуалното масово използване на ядрени оръжия е силно обсъждано в публичното пространство.

## Тематика
Освен опасностите, произтичащи от различни видове въоръжения, други варианти за апокалипсис са пандемия, геологически катастрофи, сблъсък с астрономически обект (комета, астероид, метеорит), кибернетичен бунт, технологична сингулярност, свръхестествен феномен, Божие правосъдие, климатични промени, изчерпване на природни ресурси, колапс на околната среда вследствие на екологично бедствие, нападение от страна на извънземни. Срещат се също така и произведения с не чак толкова екзотичен сюжет като земетресение, наводнение, изригване на вулкан и т.н. Мястото на действието обикновено е Земята, времето - в немного далечно бъдеще, спрямо момента на създаването на произведението (но би могло да бъде и в миналото). Събитието може да бъде от краткотрайно до много продължително, а краят в някои случаи е хепиенд (евентуално случващ се след особено невероятно стечение на обстоятелствата или вероятно напълно невъзможни случки).
Постапокалиптичната фантастика се занимава с настъпилите промени и възможните решения след настъпване, според фабулата, на апокалиптично събитие. Времевата рамка може да бъде точно след самата катастрофа наблягайки на проблемите и психологията на (някаква част от) оцелелите или някакъв период на по-късен етап, когато съществувалата преди цивилизация е забравена, изродена или митологизирана. Често постапокалиптичните истории разказват за бъдеще, в което технологията е изчезнала или почти липсва.

## Известни произведения
Романът на Мери Шели "Последният човек" (The Last Man от 1826 г.) се счита за първата модерна апокалиптична творба. Разказва за група хора борещи се да оцелеят от чумна зараза. Историята проследява съдбата на мъж, който се опитва да запази семейството си в безопасност, но се оказва, че е останал последният жив човек.